# مک‌دانل داگلاس سی‌اف-۱۸ هورنت
مک‌دانل داگلاس سی‌اف-۱۸ هورنت (به انگلیسی: McDonnell Douglas CF-18 Hornet) یک هواگرد ساختِ کارخانهٔ مک‌دانل داگلاس و بوئینگ در کشور ایالات متحده آمریکا است. نخستین استفاده‌کنندهٔ این هواگرد نیروی هوایی سلطنتی کانادا بوده‌است. این هواگرد برای نخستین بار در ۱۸ نوامبر ۱۹۷۸ میلادی مورد استفاده قرار گرفت.